# She Stoops to Conquer
She Stoops to Conquer è un'opera in tre atti di George Alexander Macfarren, su libretto di Edward Fitzball dalla commedia omonima (conosciuta in italiano come Si finge umile per conquistarlo) di Oliver Goldsmith, La prima rappresentazione alla Royal Opera House, Covent Garden, a Londra, il 11 febbraio 1864.